# 粥川
粥川（かゆかわ、かいかわ）あるいは粥川谷（かいかわだに）は、木曽川水系の一級河川。岐阜県郡上市を流れる。長良川・揖斐川を経て伊勢湾に至る木曽川の3次支川。

## 概要
関市洞戸、美濃市片知との境界にある瓢ヶ岳を水源地として東へ流れ長良川と合流する。粥川の名称は、かつて、粥が湧き出たことに因むとされる。
藤原高光の妖怪（さるとらへび）退治の伝説の舞台で、粥川のうなぎが鬼の居所へと藤原高光を導いたといわれている。そのため、この流域では、うなぎを食べてはいけないという風習があり、また、全川が、一年中、禁漁となっている。
1885年（明治18年）には、うなぎを捕獲した者は「本村冠婚葬祭等ノ節、交際ヲ絶ツモノトス」という地区規定が設けられた。
1924年（大正13年）にはニホンウナギの群生地として天然記念物に指定され、1986年（昭和61年）に岐阜県の名水50選に選出された。
上流域は樹齢が百年を超える森があり、粥川の森として森林公園と遊歩道が整備されている。
また、中流域には藤原高光が鬼を退治した際に用いた矢を納めたと伝わる矢納ヶ渕がある。

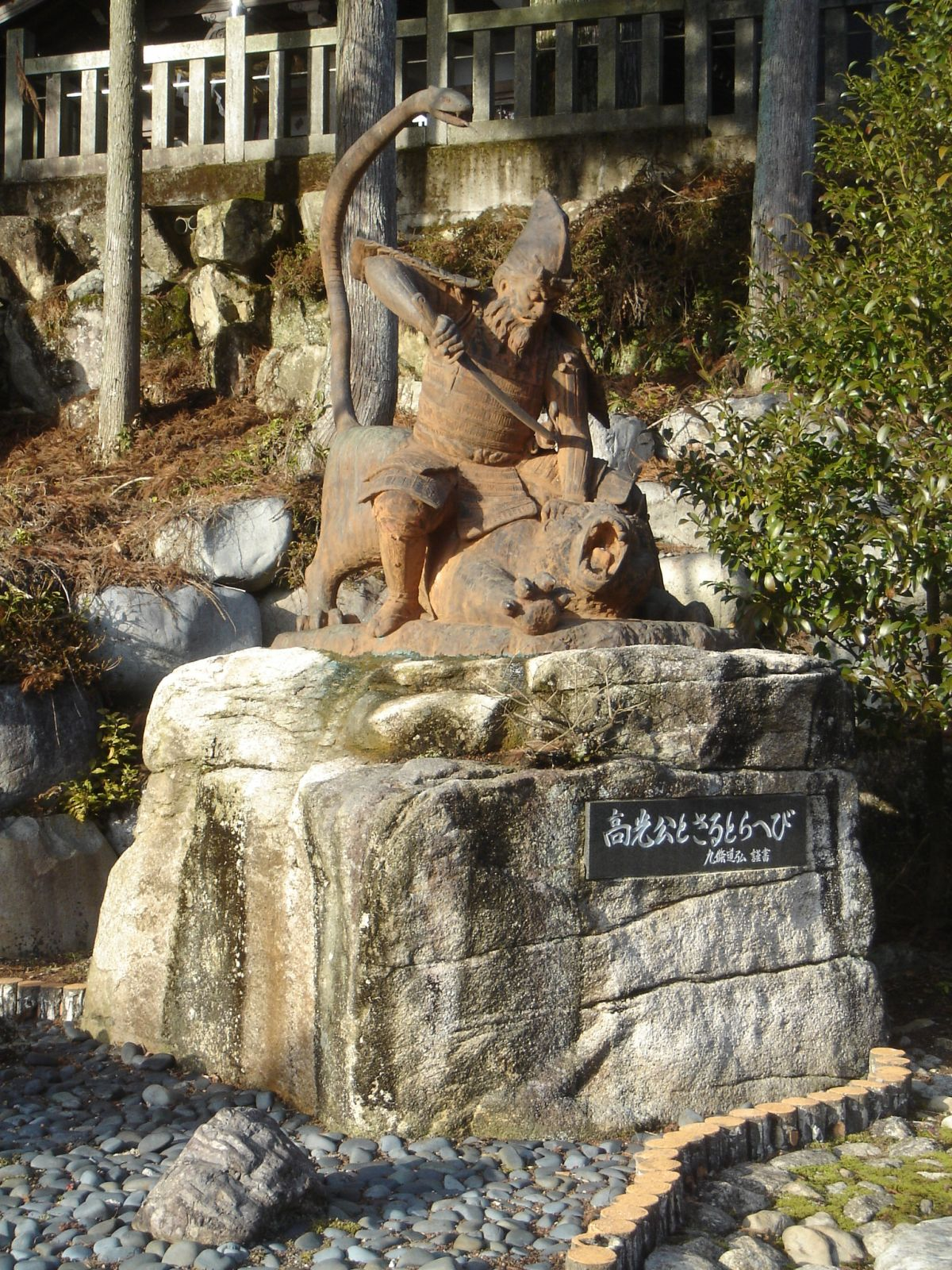
岐阜県関市の高賀神社にある「高光公とさるとらへび」の像